# 1909 dans les chemins de fer
Chronologie des chemins de fer
1908 dans les chemins de fer - 1909 - 1910 dans les chemins de fer

## Évènements
- 10 janvier.  France :   ouverture de la ligne en voie métrique d'Orthez à Aire-sur-l'Adour (Compagnie des tramways à vapeur de la Chalosse et du Béarn).

- 1er mars.  France :   ouverture de la ligne 6 du métro de Paris entre Place d'Italie et Nation[1].

- 1er mai.  Suisse :   la ligne du Gothard est nationalisée et rejoint les Chemins de fer fédéraux suisses.

- 2 mai.  France :   ouverture de la section Auch-Castéra-Verduzan du chemin de fer d'Auch à Eauze. (Midi).

- 7 août.  France :   ouverture du tronçon Berck-Plage - Merlimont de la ligne de Berck-Plage à Paris-Plage.
- 1er octobre, Madagascar : ouverture de la ligne de chemin de fer Brickaville-Tananarive[2].

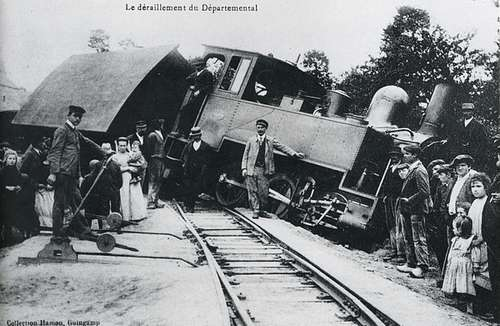
24 août : Déraillement d'une locomotive Blanc-Misseron des Chemins de fer des Côtes-du-Nord à Guingamp

- 30 octobre.  France :   ouverture de la section sud de la ligne 4 du métro de Paris entre Raspail et Porte d'Orléans[1].

- 31 octobre.  France :   un accident ferroviaire a lieu au cours d'essais de charge du pont de Cassagne (pont Gisclard), et coûte la vie à 6 personnes dont l'ingénieur Albert Gisclard, concepteur du pont suspendu qui porte son nom.

.